# Liutarivka, Teofipol
Liutarivka (în ucraineană Лютарівка) este un sat în comuna Ordînți din raionul Teofipol, regiunea Hmelnîțkîi, Ucraina.

## Demografie
Componența lingvistică a localității Liutarivka
     Ucraineană (100%)
Conform recensământului din 2001, toată populația localității Liutarivka era vorbitoare de ucraineană (100%).